# Hugo Ries
Friedrich Hugo Ries (* 7. Dezember 1894 in Mainz; † 18. Juli 1932 ebenda) war ein deutscher Fußballspieler und einer der Wegbereiter des Fußballs in Mainz.
1906 trat Ries als Zehnjähriger dem ein Jahr zuvor gegründeten FC Viktoria Mainz bei, der noch im gleichen Jahr im Mainzer FC Hassia 05 aufging, einem direkten Vorgängerverein des heutigen 1. FSV Mainz 05. 1912 debütierte der Stürmer in der ersten Mannschaft der 05er, in der er bis 1926 weit über 300 Einsätze hatte. Lediglich in seiner Militärzeit sowie in der ersten Nachkriegssaison, in der er bei Alemannia Berlin aktiv war, stand Ries nicht im Kader der 05er. Achtmal spielte Ries in der Mainzer Kreis- bzw. Bezirksauswahl.
Zu Weihnachten 1919 legte Ries den Grundstein zur ersten Glanzzeit der 05er, als er gemeinsam mit mehreren Berliner Fußballspielern (darunter der Ex-Nationalspieler Kurt Diemer und die Gebrüder Freitag) zurück an den Rhein wechselte. Mit 78 Toren hatte der halblinke Stürmer Ries 1922 großen Anteil an der Hessenmeisterschaft der 05er.
Mittlerweile zum Verteidiger umfunktioniert beendete Ries 1926 seine aktive Zeit bei den 05ern, denen er weiterhin als ehrenamtlicher Helfer zur Verfügung stand. Parallel übernahm er 1927 den drittklassigen Mainzer Vorortverein VfR Weisenau als Spielertrainer. 1929 stieg Ries mit den Weisenauern in die zweitklassige Kreisliga auf, in der er nur noch als Trainer fungierte.
In den folgenden Jahren war Ries eine wichtige Figur im Mainzer Jugendfußball. Sowohl bei den 05ern als auch in Weisenau organisierte er die Juniorenabteilung.
Am 18. Juli 1932 starb Hugo Ries an einer Lungenentzündung, einer Spätfolge einer Gasvergiftung, die er in den Grabenkämpfen des Ersten Weltkriegs erlitten hatte. 

## Quelle
- Mainzer Anzeiger vom 20. Juli 1932